# Visoka zdravstvena šola v Mostarju
Visoka zdravstvena šola (izvirno bosansko Visoka zdravstvena škola u Mostaru), s sedežem v Mostarju, je visoka šola, ki je članica Univerze v Mostarju.